# علیرضا وفایی
علیرضا وفائی (زادهٔ ۲۹ اسفند ۱۳۶۷ در قم) بازیکن حرفه‌ای فوتسال اهل ایران است. وفائی بهترین بازیکن فصل ۹۳ لیگ برتر فوتسال ایران شد.